# كلفن جونز
كلفن جونز (بالإنجليزية: Kelvin Jones)‏ (30 يناير 1982 بفريدريكسبيورغ في الولايات المتحدة - ) هو لاعب كرة قدم أمريكي في مركز الدفاع. لعب مع تشارلستون بيتري وريتشموند كيكرز.

## وصلات خارجية
- كلفن جونز على موقع قاعدة بيانات كرة القدم.إي يو (الإنجليزية)